# Грумс
Грумс (на шведски: Grums) е град в западната част на централна Швеция, лен Вермланд. Главен административен център на едноименната община Грумс. Разположен е на северния бряг на езерото Венерн. Намира се на около 250 km на северозапад от столицата Стокхолм и на около 20 km на запад от Карлстад. Получава статут на търговски град (на шведски шьопинг) през 1948 г. Има жп гара. Населението на града е 5025 жители според данни от преброяването през 2010 г.